# Park Tower Condominium
De Park Tower Condominium, ook wel 5415 North Sheridan genoemd, is een wolkenkrabber in Chicago, Verenigde Staten. Het gebouw werd in 1973 voltooid.

## Ontwerp
Park Tower Condominium is 156,31 meter hoog en telt 54 verdiepingen. Het bevat 744 woningen en is door Solomon, Cordwell, Buenz and Associates in de Internationale Stijl ontworpen.
Het gebouw maakte in de originele plannen deel uit van een complex van drie vergelijkbare torens. De drie torens zouden in een driehoekige formatie staan.